# Mathias Berthold
Mathias Berthold (ur. 18 maja 1965 w Gargellen) – austriacki narciarz alpejski. Nie startował na igrzyskach olimpijskich. Zajął 16. miejsce w slalomie na mistrzostwach świata w Crans-Montana. Najlepsze wyniki w Pucharze Świata osiągnął w sezonie 1986/1987, kiedy to zajął 26. miejsce w klasyfikacji generalnej, a w klasyfikacji slalomu był szósty.
Po zakończeniu czynnej kariery został trenerem. Prowadził między innymi męską reprezentację Niemiec.

## Osiągnięcia

### Puchar Świata

#### Miejsca w klasyfikacji generalnej
- sezon 1984/1985: 94.
- sezon 1985/1986: 60.
- sezon 1986/1987: 26.
- sezon 1987/1988: 58.
- sezon 1988/1989: 94.
- sezon 1989/1990: 46.

#### Miejsca na podium
1. Kitzbühel – 25 stycznia 1987 (slalom) – 2. miejsce